# Цурбригген, Сильван
Сильва́н Цурбри́гген (нем. Silvan Zurbriggen, род. 15 августа 1981 года в Бриге, кантон Вале, Швейцария) — швейцарский горнолыжник, бронзовый призёр Олимпийских игр 2010 года в суперкомбинации и вице-чемпион мира 2003 года в слаломе. Сильван был довольно редким типом горнолыжника, который наиболее успешно выступал в противоположных по необходимым навыкам дисциплинам — скоростном спуске и слаломе, при этом в «промежуточных» видах (супергиганте и гигантском слаломе) никогда не добивался высоких результатов.
Сильван Цурбригген — дальний родственник известных швейцарских горнолыжников Пирмина и Хайди Цурбригген. Сильван занимался горными лыжами с 9 лет. В 1998 году стал членом юниорской сборной Швейцарии, в 2000 и 2001 годах пять раз выигрывал золото чемпионата Швейцарии среди юниоров и завоевал серебро юниорского чемпионата мира в скоростном спуске (2001).
В сезоне 2001/02 получил две золотые медали на взрослом чемпионате Швейцарии, успешно выступал на Кубке Европы, и в январе 2002 года был включен в первую сборную страны.
На чемпионате мира 2003 года достаточно неожиданно стал серебряным призёром в слаломе, уступив 0,33 сек только Ивице Костеличу. В последующие годы 13 раз поднимался на подиум этапов Кубка мира, выиграл два этапа. Лучший результат в общем зачете Кубка мира — 6-е место в сезоне 2010/11.
Всего за карьеру выступал на 7 подряд чемпионатах мира (2003—2015). Кроме серебра в слаломе в 2003 году лучшим достижением является 4-е место в суперкомбинации на чемпионате мира 2009 года в Валь-д’Изере (Сильван проиграл всего 0,01 сек бронзовому призёру Натко Зрнчич-Диму).
На Олимпийских играх 2006 года в Турине занял 15-е место в слаломе и не финишировал в комбинации.
На Олимпиаде-2010 в Ванкувере стал бронзовым призёром в суперкомбинации, а также занял 12-е место в слаломе.
После 2012 года из-за травм прекратил выступать в технических дисциплинах, выходя на старт только в скоростных.
Завершил карьеру в марте 2015 года.

## Победы на этапах Кубка мира (2)
| № | Сезон   | Дата        | Место        | Дисциплина       |
| - | ------- | ----------- | ------------ | ---------------- |
| 1 | 2008/09 | 25 янв 2009 | Кицбюэль     | Комбинация       |
| 2 | 2010/11 | 18 дек 2010 | Валь-Гардена | Скоростной спуск |